# Sidi Merouane
Sidi Merouane (em árabe: سيدي مروان) é uma cidade e comuna localizada na província de Mila, Argélia. De acordo com o censo de 2008, a população total da cidade era de 23 088 habitantes.